# Podzor
Podzor (ali sousveillance) pomeni snemanje neke dejavnosti iz perspektive udeleženca te dejavnosti (najpogosteje z majhno prenosno ali nosljivo snemalno napravo, ki pogosto prenaša živo video sliko na internet) ali pa obrnjeni nadzor, tj. snemanje oziroma opazovanje kakega oblastnika ali uradne osebe s strani osebe z nižjo avtoriteto. Izraz je skoval Steve Mann, raziskovalec na področju kiborgov in računalniško posredovane resničnosti.